# Roland Langrock
Roland Langrock, geb. Solecki (* 1983 in Hannover), ist ein deutscher Statistiker und Professor an der Universität Bielefeld.

## Leben und Wirken
Roland Langrock studierte von 2003 bis 2008 Mathematik an der Universität Heidelberg mit Diplomabschluss. Er wechselte an die Wirtschaftswissenschaftliche Fakultät der Universität Göttingen und wurde dort 2011 bei Walter Zucchini mit der Arbeit On some special-purpose hidden Markov models promoviert. Anschließend wirkte er bis 2015 als Postdoc und Lecturer an der School of Mathematics and Statistics der University of St Andrews. Im Oktober 2015 wurde er auf den Lehrstuhl für Statistik und Datenanalyse an der Fakultät für Wirtschaftswissenschaften der Universität Bielefeld berufen. Er ist Studiendekan der Fakultät, Sprecher des interdisziplinären Zentrums für Statistik sowie Leiter des Masterstudiengangs Data Science der Universität Bielefeld.
Seine Forschungsschwerpunkte liegen auf doppelt stochastischen Prozessen (Hidden-Markov-Modelle, Zustandsraummodelle, Markov-modulierte Poisson-Prozesse usw.), nichtparametrischer Modellierung, statistischer Ökologie, Sportanalytik und Ökonometrie.
Roland Langrock ist verheiratet und hat drei Kinder.

## Publikationstätigkeit
Langrock ist Mitherausgeber (Associate Editor) des Journal of Agricultural, Biological and Environmental Statistics (JABES, Journal Impact Factor 1,4 [2023]). Bei 6361 Zitationen beträgt sein h-Index 35 (Google Scholar, Stand 2025).

## Auszeichnungen
- 2011: Florenz-Sartorius-Preis der Wirtschaftswissenschaftlichen Fakultät der Universität Göttingen für seine „herausragende“ Dissertation[4]
- 2012: Herbert Sichel medal für das beste von einem Mitglied der South African Statistical Association veröffentlichte Paper
- 2016: Karl-Peter-Grotemeyer-Preis der Universitätsgesellschaft Bielefeld für hervorragende Leistungen und persönliches Engagement in der Lehre[5]

## Schriften (Auswahl)
- On Some Special-Purpose Hidden Markov Models. Dissertation. Georg-August Universität, Göttingen 2011, doi:10.53846/goediss-3007.
- Walter Zucchini, Iain L. MacDonald, Roland Langrock: Hidden Markov Models for Time Series. An Introduction Using R (= Monographs on Statistics and Applied Probability. Band 150). 2. Auflage. CRC Press, Boca Raton [u. a.] 2016, ISBN 978-1-4822-5383-2.[6]